# Botelhos
Botelhos is een gemeente in de Braziliaanse deelstaat Minas Gerais. De gemeente telt 15.289 inwoners (schatting 2009).

## Aangrenzende gemeenten
De gemeente grenst aan Bandeira do Sul, Cabo Verde, Campestre, Divisa Nova, Poços de Caldas en Caconde (SP).